# Partido Político Nacional Perú Libre
El Partido Político Nacional Perú Libre (PPNPL), més conegut com Perú Libre (PL) és un partit polític d'esquerres peruà d'origen regional.

## Història
Va ser fundat al 2007 com a Movimiento Político Regional Perú Libre. El partit es va constituir oficialment com a organització nacional al febrer de 2012 com a Perú Libertario. La fusió d'aquests donen origen al Partido Político Nacional Perú Libre. Al gener de 2019, el nom del partit finalment es va canviar per la denominació actual.
El partit va participar en les eleccions generals de 2016, amb el seu fundador, Vladimir Cerrón, com a candidat. Cerrón, però, va retirar la seva candidatura presidencial i les llistes de Congrés el 24 de març, després de conèixer la decisió del JEE favorable a la candidata Keiko Fujimori.
En les eleccions generals de 2021 es va confirmar la participació de Pedro Castillo com a candidat a la presidència, així com a Dina Boluarte Zegarra i Vladimir Cerrón com a vicepresidents. En l'última fase de la campanya electoral, Castillo va obtenir un repunt inesperat en la candidatura en quedar en primer lloc en les enquestes, encara que en una situació de quíntuple empat tècnic amb altres candidats. Posteriorment, Castillo també va obtenir el primer lloc en la primera volta en les eleccions. Com a conseqüència al triomf electoral, va demanar dialogar amb altres forces polítiques peruanes amb l'objectiu d'aconseguir una concertació política, no obstant això, va descartar fer una full de ruta tal com ho va fer Ollanta Humala.
Un cop assumida la presidència, Pedro Castillo aniria acumulant polèmiques, investigacions per corrupció, enfrontaments amb el Congrés i amb el propi partit, que abandonaria al 2022, a més de protestes per l'augment de preus i la inestabilitat política. El 7 de desembre de 2022, Castillo anunciaria la dissolució del congrés i la declaració del «govern d'excepció», una decisió que es consideraria com a un autocop i que provocaria la crítica d'institucions del país fins a la seva destitució i detenció. Al seu torn, el Secretari General Vladimir Cerrón seria condemnat per corrupció al 2023, fugant-se per evitar l'entrada a presó. Des del 2022 i fruit de la crisi interna, el partit perdria nombrosos càrrecs electes, els quals fundarien el Bloc Magisterial de Concertació Nacional', o bé passarien a altres partits existents com Perú Democràtic.

## Ideologia
Perú Libre s'ha definit a si mateix com un partit «marxista-leninista-Mariateguista», encara que no s'identifiquen com a comunistes, però sí com una esquerra socialista. Així mateix, Vladimir Cerrón ha assegurat que a causa de l'origen «provincià» del partit, la força representaria al «Perú profund». Emfatitzen que no són una esquerra «caviar», sinó que són una «esquerra del camp».

## Resultats electorals

### Eleccions presidencials
| Any  | Candidat        | 1a volta | 1a volta | 2a volta  | 2a volta | Resultat |
| Any  | Candidat        | Vots     | %        | Vots      | %        | Resultat |
| ---- | --------------- | -------- | -------- | --------- | -------- | -------- |
| 2016 | Vladimir Cerrón | Retirat  | Retirat  | Retirat   | Retirat  | Derrota  |
| 2021 | Pedro Castillo  | 867,025  | 18.92    | 8,836,380 | 50.13    | Victòria |

### Eleccions legislatives
| Any  | Lider           | Vots      | %     | Escons   | +/– | Pos. | Govern            |
| ---- | --------------- | --------- | ----- | -------- | --- | ---- | ----------------- |
| 2020 | Vladimir Cerrón | 502,898   | 3.40  | 0 / 130  | Nou | 13è  | Extraparlamentari |
| 2021 | Vladimir Cerrón | 1,724,354 | 13.41 | 37 / 130 | 37  | 1r   | Govern en minoria |